# Franco Moschino
Franco Moschino (Abbiategrasso, 27 febbraio 1950 – Annone di Brianza, 18 settembre 1994) è stato uno stilista e artista italiano, fondatore della casa di moda Moschino.

## Biografia

### Primi anni
Nato ad Abbiategrasso in provincia di Milano, figlio di un proprietario di fonderia, rimase orfano a soli otto anni di età e conseguentemente venne cresciuto da uno zio. Invece di lavorare nell'azienda di famiglia, Moschino decise di dedicarsi all'arte e nel 1967 lasciò la sua città per frequentare a Milano i corsi di pittura all'Accademia di Brera e successivamente quelli di moda all'Istituto Marangoni, con l'intenzione di diventare modellista e sarto, diplomandosi poi nel 1980.
Per un paio di stagioni fra il 1971 e il 1973 militò nella compagnia teatrale dialettale de I Legnanesi diretta da Felice Musazzi, prendendo parte agli spettacoli E la buleta la va la va… (stagione teatrale 1971-1972) e Teresa Story (stagione teatrale 1972-1973) nei quali interpretò ruoli maschili e femminili.

### Carriera
La carriera di Moschino cominciò da studente nel 1971 come disegnatore per Gianni Versace, per il quale lavorò per sei anni. Dal 1977 al 1988, per undici stagioni, lavorò come stilista per la ditta di abbigliamento Cadette.
Nel 1983 fondò la sua prima compagnia chiamata Moonshadow, a cui seguì il marchio Moschino Couture! entro quello stesso anno. All'inizio le sue creazioni si concentrarono sulla moda casual e sui jeans, ma in breve tempo la sua linea finì per estendersi anche alla lingerie, agli abiti da sera, alle scarpe, all'abbigliamento maschile e ai profumi. Nel 1988 lanciò la linea economica Cheap & Chic.
Nel 1993 Moschino, già gravemente malato e progressivamente alienatosi dal fashion system, festeggiò i dieci anni di attività con il progetto-testamento X anni di Kaos, comprendente una grande mostra retrospettiva alla Permanente di Milano con numerosi abiti, oggetti e per la prima volta anche suoi dipinti, una sfilata al Teatro Nazionale, e un enorme volume saggio-catalogo che era pensato come un oggetto d'arte di per sé.

### Morte
Moschino morì a 44 anni il 18 settembre 1994 nella sua casa ad Annone di Brianza, ora Villa Adinolfi, a causa di un infarto causato da un cancro intestinale che lo affliggeva da almeno due anni; successivamente è stato comunicato ufficialmente che la patologia era legata all'insorgenza dell'AIDS. È sepolto nella tomba di famiglia al cimitero di Castelletto di Abbiategrasso.
La direzione artistica del marchio Moschino passò all'ex assistente dello stilista, Rossella Jardini; nell'autunno del 1999 il marchio è stato rilevato dal gruppo Ferretti.

## Lo stile
(Franco Moschino)
I vestiti da lui disegnati si dimostrano estremamente innovativi ed inusuali, ponendosi come punto di partenza per stilisti come Jean Paul Gaultier. Le sue creazioni si propongono come parodia e critica dello stesso mondo della moda. Moschino rielabora capi classici, aggiungendo dettagli irriverenti, come tailleur con girandole al posto dei bottoni, o il celebre tubino nero con il prezzo ricamato sul capo, o addirittura gonne realizzate interamente di cravatte, camicie mono-manica o T-Shirt con la scritta "MOSCHIFO". Anche le sue sfilate si distinguono per originalità, con le modelle che sfilano in ginocchio, si fa fotografare vestito da donna, ed invia ai media degli slip come inviti alle proprie collezioni.
Gli abiti Moschino sono stati indossati da diverse celebrità come Fran Drescher nella serie televisiva La tata, Alicia Silverstone, Gwyneth Paltrow e Anna Friel.